# Mike Cooley
Pour les articles homonymes, voir Cooley.
Mike Cooley (né à Tuam le 23 mars 1934 et mort le 4 septembre 2020) est un ingénieur de l'industrie aéronautique et syndicaliste irlandais.
Il est connu pour son rôle au sein de la compagnie britannique Lucas Aerospace vers la fin des années 1970. Il a étudié l'ingénierie en Allemagne, Suisse et Angleterre. Il a tenu plusieurs postes de direction dans le domaine de la conception assistée par ordinateur.

## Biographie
Alors qu'il présidait la branche locale du syndicat TASS, il fut un des principaux partisans du Plan Lucas, qui proposait une stratégie radicale afin d'éviter des licenciements en convertissant la production d'armements par des produits civils. La vision de ce plan devait remplacer la fabrication d'armes par le développement de marchandises utiles à la société, comme l'équipement de chauffage solaire ou les reins artificiels. L'objectif n'était pas de simplement maintenir les emplois mais de concevoir le travail pour que les ouvriers soient motivés par la valeur sociale de leurs activités. Les propositions du plan alternatif n'ont pas été acceptées par la direction de Lucas et, en 1981, Cooley a été licencié.
Dès 1978, Mike Cooley a été directeur bénévole du Centre d'Étude des Systèmes Industriels de Rechange (CAITS) qui élaborait des propositions précises sur les produits qui pourraient être proposés. Plus de cent cinquante produits furent proposés dans des domaines s'étendant de l'océanographie aux énergies nouvelles, en passant par le matériel médical ou les transports.
Mike Cooley a mis au point le concept de système centré sur la personne (« human centered system »). Un tel système est un système qui augmente les capacités de la personne plutôt que de les diminuer et de subordonner la personne à une machine au nom de la productivité. Dans son article sur la culture du travail, Gyôrgy Széli de l'université d'Osnabrûk (Allemagne) cite l'impact de la pensée de Mike Cooley : "Le développement des alternatives technologiques centrées sur les besoins de l'homme, des produits socialement utiles, des processus de fabrication communicatifs, conviviaux, sociaux restent largement à faire. Des débuts sont là : dans le Corporate Plan, des ouvriers de l'entreprise Lucas Aerospace, les systèmes flexibles de production, dans la programmation des machines outil par l'agent lui-même, qui ne remplacent pas l'homme par des machines conçues comme dans l'usine de "rêve" complètement automatisée, mais qui lui redonnent le contrôle sur celles-ci, qui demandent sa compétence, au lieu de la minimiser".
Il a aidé à remettre sur pied l'Institut international pour la recherche avancée sur les systèmes centrés sur les personnes, dont il est maintenant le président. Cooley intervient dans le monde entier, où il donne des conférences dans les universités. Il a fait plusieurs programmes de télévision et de radio. Ses écrits ont été traduits dans plus de 20 langues.

## Reconnaissance
Mike Cooley  est récipiendaire du prix Nobel alternatif en 1981, « pour la théorie d'une production utile socialement  ».

## Œuvres
- (en) Mike Cooley, Architect or Bee? The Human Price of Technology., South End Press,U.S., 1982, 134 p. (ISBN 978-0-89608-131-4)
- (en) Mike Cooley, The Changing World of Industrial Society: Designs for Anthropocentric Systems., 1990

## Sources
- (en) Cet article est partiellement ou en totalité issu de l’article de Wikipédia en anglais intitulé « Mike Cooley » (voir la liste des auteurs).

- Rapport de M. Asquish Philipp, ONU, Congrès sur l'Éducation pour le Désarmement, 9-13 juin 1980

- Revue Alliage n°45-46, Article La seule bonne façon de faire de la science ? par Mike Cooley

## Référence
1. ↑  D'après « Sie planten die bessere Zukunft] », Die Wochenzeitung[numéro= 15 février,‎ 2007 (lire en ligne)
2. ↑  (en) « Mike Cooley obituary », sur the Guardian, 17 septembre 2020 (consulté le 10 octobre 2020)
3. ↑  http://unesdoc.unesco.org/images/0003/000391/039154Fb.pdf
4. ↑  « rightlivelihood.org/cooley.htm… »(Archive.org • Wikiwix • Archive.is • Google • Que faire ?).

## Liens  externes
- Notices d'autorité :   - VIAF
  - ISNI
  - IdRef
  - LCCN
  - GND
  - Pays-Bas
  - Israël
  - Tchéquie
  - WorldCat